# Estherwood (Dobbs Ferry)
Estherwood es una mansión de finales del siglo XIX ubicada en el campus de The Masters School en la villa de Dobbs Ferry, en el estado de Nueva York (Estados Unidos). Fue el hogar del magnate industrial James Jennings McComb, quien apoyó financieramente a Masters en sus primeros años cuando asistieron sus hijas. La biblioteca octogonal de la casa fue la primera sección construida. Se había adjuntado a la casa anterior de McComb, y a la postre determinó el estilo empleado para el resto de la residencia por el arquitecto Albert Buchman.
El interior presenta una lujosa decoración, con un generoso uso de mármol y pan de oro. Es el único castillo significativo en el condado de Westchester y fue agregado al Registro Nacional de Lugares Históricos (NRHP) en 1979 como la casa Estherwood y Carriage.

## Edificios
La lista de Estherwood NRHP reconoce tanto la mansión como su cochera como propiedades contribuidoras. Ambas están ubicadas en una parcela de 4 ha justo al este de los edificios principales de Masters.

### Exterior
La casa tiene tres pisos y medio de altura, con un número variable de tramos en cada uno de sus lados. Tiene un revestimiento de ladrillo blanco prensado con molduras de granito y detalles de terracota. Su techo es de teja de cerámica negra y roja, con cresta de cobre y filiales de piedra, de la que se elevan cuatro chimeneas de ladrillo rojo. Una cúpula revestida de cobre corona la torre de la fachada este. La puerta cochera de la fachada oeste, la entrada principal de la casa, está sostenida por pilares de granito y columnas dóricas. Tiene un techo de tejas de Guastavino a juego con el de la veranda que rodea el resto de la casa. La fenestración irregular incluye quince buhardillas y un mirador en el segundo piso. 

### Interior
Desde la entrada, hay un vestíbulo con piso de mosaico, zócalos de mármol, molduras clásicas y luminarias de bronce. Conduce al Gran Salón de 20 m que se eleva dos pisos hasta un techo artesonado y tragaluces. Una escalera dividida de mármol rosa sube a una galería que da al vestíbulo. El balcón está sostenido por columnas jónicas sobre altos plintos. El salón también cuenta con una chimenea de mármol verde con adornos de piedra caliza. El piso de parqué de roble tiene un borde tallado en clave griega que se repite en la parte inferior de la galería. 
Hay seis habitaciones junto al Gran Salón, también con una decoración lujosa. El comedor tiene paredes de roble oscuro con motivos tallados del norte de Europa, como cabezas de jabalí y carneros, rotas por apliques medievales de cobre y bronce. Las unidades de servicio integradas están respaldadas por cariátides. El muro norte está roto por la chimenea, con un muro de mosaico y un cerco. La pared de yeso adyacente está pintada de rojo Pompeya. El techo abovedado poco profundo es, como el del Gran Salón, artesonado. 
La Sala de Música, conocida como la "Sala Roja", presenta una alcoba flanqueada por columnas y pilastras de mármol rojo, ambas con capiteles resaltados en pan de oro. Guirnaldas  también resaltadas en oro están talladas en la pared y el techo junto con motivos musicales como liras, cuernos y flautas de pan. Estos motivos se repiten en los travesaños de los vitrales. El muro sur es de caoba con molduras de bronce; cuenta con la chimenea de la Sala de Música, flanqueada por pilastras corintias talladas.
La sala de recepción cuenta con paredes y techos de yeso con diseños intrincados. Dos de sus ventanas tienen paneles teñidos de oro y todavía cuelga un candelabro de cristal original. El salón en la esquina noroeste de la casa presenta soportes enrollados y de estilo columnas compuestao de mármol sobre pedestales altos. Su chimenea de mármol tiene un marco de madera. 
La gran biblioteca octogonal tiene un tragaluz central octogonal con vitrales. Los vitrales, con un rico motivo floral, también se encuentran en los travesaños de los dos grandes ventanales del muro norte. Otro adorno incluye la moldura de yeso con pan de oro. La estantería está hecha de caoba hondureña oscura. De las seis salas principales del piso principal, la Sala de Billar es la menos decorada, con revestimientos de madera de roble y ventanas y puertas con orejas. El techo de escayola también tiene una moldura simple y un medallón central. 
Arriba, la casa ha sido remodelada un poco por la escuela, pero se han conservado el arce ojo de pájaro y la carpintería de roble dorado, así como los paneles de vidrio esmerilado de las puertas del armario y las puertas corredizas de la galería. El ático también presenta sus puertas arqueadas originales, tanques de agua y tirantes diagonales inusuales del piso al techo en el centro. 
Esta hermosa mansión se utiliza actualmente como vivienda para profesores de The Masters School. Debido a esto, algunas de las habitaciones han sido conectadas y amuebladas para que puedan adaptarse a sus necesidades.
Estherwood alberga un piano Steinway and Sons que se usa a menudo para recitales y presentaciones de estudiantes.

### Cochera
La cochera está ubicada al este de la casa principal, cuesta abajo. Fue construido para aprovechar la pendiente, en un estilo Reina Ana masivo con puerta cochera estilo Stick. Su interior cuenta con soportes de columnas de hierro forjado y puertas correderas entre cada espacio. 

## Historia
La riqueza del nativo de Ohio James Jennings McComb provino de su invención de las corbatas que aseguraban el algodón cuando salía de las empacadoras. En la década de 1860 llegó a Dobbs Ferry, donde envió a sus tres hijas a la Escuela de Maestros de Misses, llamada así por sus hermanas fundadoras en 1877. Compró la propiedad actual y finalmente se mudó con su familia al pequeño Park Cottage (todavía en pie) cerca de la ubicación de la escuela en Clinton Avenue para acortar la caminata de sus hijas a la escuela. 
La biblioteca octogonal se construyó por primera vez como una adición a Park Cottage, para complementar un escritorio de biblioteca octogonal que McComb había comprado en Europa. Pronto se sintió insatisfecho con lo mal que se integraba la nueva habitación con el resto de la casa, y contrató a la firma neoyorquina de Buchman & Deisler para diseñar una nueva casa conectada a la biblioteca que se adaptara mejor a ella. 
McComb y su familia vivieron en Estherwood desde su finalización en 1895 hasta su muerte en 1901. Continuó adquiriendo propiedades cercanas y alquilándolas a la escuela, y en 1910 la escuela se las compró todas, incluidas Estherwood y la cochera, a sus herederos. Ha realizado pocos cambios en el edificio, principalmente agregando un ascensor en 1949. Estherwood se utilizó como dormitorio durante muchos años; hoy sus pisos superiores sirven como apartamentos de la facultad y el piso principal se utiliza para eventos especiales y funciones escolares.

## Estética
Estherwood es una rara obra residencial de Albert Buchman, más conocida por estructuras comerciales e institucionales como la New York World Tower y el Student Building en Barnard College. Aportó a la comisión un amplio conocimiento arquitectónico y una conciencia de los gustos ostentosos de los nuevos ricos de la Gilded Age. En su uso pródigo de materiales y elementos que se caracterizarían como un consumo llamativo, Estherwood ha sido comparada con The Breakers de Richard Morris Hunt, la casa de verano de la familia Vanderbilt en Newport, que se había completado solo tres años antes, mucho aviso como la casa más cara jamás construida en ese momento. 